# Tanakia
Tanakia és un gènere de peixos de la família dels ciprínids i de l'ordre dels cipriniformes.

## Taxonomia
- Tanakia himantegus (Günther, 1868)[2]
- Tanakia lanceolata (Temminck i Schlegel, 1846)[3]
- Tanakia limbata (Temminck i Schlegel, 1846)[3]
- Tanakia shimazui (Tanaka, 1908)
- Tanakia tanago (Tanaka, 1909)[4]